# Sparrmannia acicularis
Sparrmannia acicularis är en skalbaggsart som beskrevs av Evans 1989. Sparrmannia acicularis ingår i släktet Sparrmannia och familjen Melolonthidae. Inga underarter finns listade i Catalogue of Life.